# Leuchtturm Gellen
Der Leuchtturm Gellen ist ein Leuchtfeuer auf dem Gellen, dem südlichen Teil der Ostseeinsel Hiddensee. Der Leuchtturm wurde ab 1905 errichtet und dient bis heute als Quermarkenfeuer zur Orientierung für die Seefahrt auf dem Gellenstrom. Er ist mit dem Leuchtturm Dornbusch eines von zwei Leuchtfeuern auf der Insel Hiddensee.

## Geschichte
Bereits Anfang des 14. Jahrhunderts wurde auf Hiddensee ein Leuchtturm betrieben. Die sogenannte Luchte stand unweit des heutigen Leuchtfeuers Gellen. Die Grundmauern des vier mal vier Meter großen Bauwerkes sind noch heute bei Niedrigwasser an der Westküste des Gellens zu sehen. Die Luchte war direkt an die Gellenkirche angebaut und wurde von den Mönchen des Klosters Hiddensee unterhalten. Noch 1618 war die Luchte auf der Pommernkarte des Eilhard Lubinus eingezeichnet.
Im Jahre 1880 wurde eine Tagesmarke auf der Südspitze der Insel Hiddensee errichtet, die kurze Zeit später durch eine Bake ersetzt wurde. Sie lag in Deckung mit der Stralsunder Marienkirche und bezeichnete die Einfahrt in die Gewässer des Gellens. Mit dem zunehmenden Seeverkehr auf der Ostsee reichten diese Tagesmarken nicht mehr aus, so benötigten die Postdampfer eine Orientierung vor allem in der Morgen- und Abenddämmerung. Auch die Fischer von Hiddensee und Rügen wollten ihre Fänge so früh wie möglich auf dem Stralsunder Fischmarkt verkaufen oder mit dem Morgenzug verschicken. So wurde 1894 ein schwedisches Drehfeuer aufgestellt. Allerdings hatten es die Fischer schwer, mit ihren Segelbooten den vorgegebenen Sektor des Drehfeuers zu halten.
Ende 1898 wurde deshalb der Bau eines festen Feuers angekündigt. Die Abteilung für Bauwesen / Wasserbau im preußischen Ministerium der öffentlichen Arbeiten erarbeitete 1905 ein Programm zur besseren Befeuerung der Gewässer westlich der Insel Rügen. Das wichtigste Vorhaben dabei war der Bau eines Leuchtfeuers auf der Insel Hiddensee südlich der Ortschaft Neuendorf. Es wurde der Vorschlag der Firma Julius Pintsch aus Berlin und Fürstenwalde angenommen, die schon einige Leuchtfeuer errichtet hatte. Die Firma konnte schnell liefern, bereits am 12. Oktober 1905 begann der Materialtransport zur Insel Hiddensee. Der Unterbau aus Bruchsteinen und Ziegelsteinen wurde am 12. Juni 1906 fertiggestellt. Der Probebetrieb begann am 29. April 1907, die Inbetriebnahme erfolgte fünf Monate später, am 15. September 1907. Das Feuer war als Gasglühlicht ausgeführt.
1936 erfolgte die Umstellung des Leuchtfeuers auf elektrischen Betrieb. Damit erhöhte sich auch die Tragweite des unbewachten Quermarkenfeuers in allen Sektoren. In den letzten Tagen des Zweiten Weltkrieges wurde das Quermarkenfeuer Gellen schwer zerstört. Nach einer Bestandsaufnahme im Dezember 1945 war die Inneneinrichtung der Laterne völlig unbrauchbar. Erst im August 1947 konnte der provisorische Betrieb wieder aufgenommen werden. Im Juli 1949 wurde eine neue Gürtellinse eingebaut, die noch während des Krieges gefertigt worden war. 1985 wurde der Turmsockel neu verfugt und Malerarbeiten ausgeführt. Eine vollständige Grundinstandsetzung des Leuchtfeuers Gellen erfolgte im September 1992 in Verantwortung des Wasser- und Schifffahrtsamtes Stralsund.

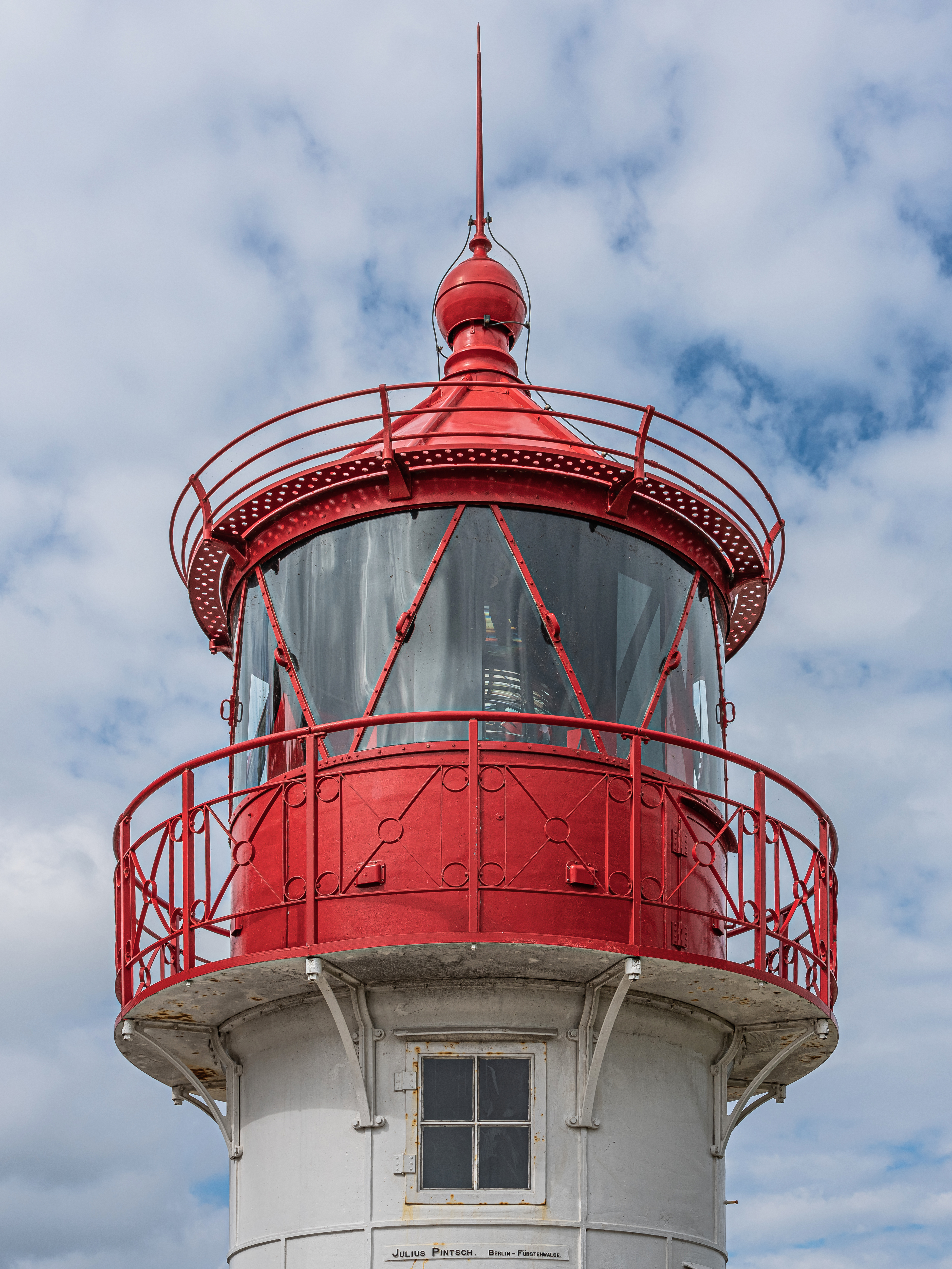
Detail

Der Leuchtturm steht unter Denkmalschutz und wurde als Baudenkmal in die Kreisdenkmalliste des Landkreises Vorpommern-Rügen aufgenommen.

## Beschreibung
Das Leuchtfeuer Gellen ist ein weißer, runder Stahlturm mit roter Galerie, roter Laterne und rotem Dach. Das Fundament und der Unterbau bestehen aus gesprengten Bruchsteinen. Die Turmhöhe beträgt 12,30 m über Mittelwasser. Der Turmdurchmesser beträgt 2,50 m. Das Bauwerk ist bei 3 m Augenhöhe 10 Seemeilen (18,52 km) weit sichtbar. Das Feuer befindet sich 10 m über Mittelwasser. Die Einspeisung der elektrischen Anlagen erfolgt über das Überlandnetz.
Die Verantwortlichkeit für den Leuchtturm (Wartung und Unterhaltung) liegt seit 2020 beim Wasserstraßen- und Schifffahrtsamt Ostsee in Stralsund.

## Motiv und Philatelistische Würdigung
Der Leuchtturm Gellen erscheint seit seiner Errichtung als Motiv auf zahlreichen Ansichtskarten. Er ist auch auf einem 5 Millionen Mark Notgeldschein vom 20. August 1923 des Landkreises Rügen abgebildet.
Leuchtturm Gellen, 1975

Link zum Bild

Die erste Briefmarke, die den Leuchtturm Leuchtfeuer Gellen zeigt, erschien am 13. Mai 1975 von der Deutschen Post der DDR. Die Marke gehört zur Serie Leuchttürme, Leit-, Leucht- und Molenfeuer (MICHEL-Nr.: 2046) mit dem Wert von 10 Pfennig. Gestaltet wurde die Marke vom Grafiker Jochen Bertholdt aus Rostock. Die Auflage betrug 15 Millionen Stück.
NordBrief Entlang der Ostsee in MV - Leuchtturm Gellen. 2019, Preisanpassung

Link zum Bild

Eine weitere Briefmarke kam 2019 vom privaten Postdienstleister NordBrief mit einer Serie Entlang der Ostsee in MV mit dem Abbild des Leuchtturms mit einem Wert von 145 Cent heraus.